# Daniel Vivian (labdarúgó)
Daniel Vivian (Vitoria-Gasteiz, 1999. július 5. –) spanyol labdarúgó, az Athletic Bilbao hátvédje.

## Pályafutása
Vivian a spanyolországi Vitoria-Gasteiz városában született. Az ifjúsági pályafutását az Alavés, a Lakua és az Ariznabarra csapatában kezdte, majd a Santutxu akadémiájánál folytatta.
2016-ban mutatkotott be a Baskonia felnőtt keretében. 2017-ben az Athletic Bilbao szerződtette. A 2020–21-es szezonban a Mirandés csapatát erősítette kölcsönben. Először a 2021. augusztus 16-ai, Elche ellen 0–0-ás döntetlennel zárult mérkőzésen lépett pályára. Első gólját 2021. szeptember 11-én, a Mallorca ellen hazai pályán 2–0-ra megnyert találkozón szerezte meg.

## Statisztikák
2023. február 3. szerint
| Klub                  | Szezon   | Osztály          | Bajnokság | Bajnokság | Kupa és Ligakupa | Kupa és Ligakupa | Nemzetközi | Nemzetközi | Összesen | Összesen |
| Klub                  | Szezon   | Osztály          | Meccs     | Gól       | Meccs            | Gól              | Meccs      | Gól        | Meccs    | Gól      |
| --------------------- | -------- | ---------------- | --------- | --------- | ---------------- | ---------------- | ---------- | ---------- | -------- | -------- |
| Mirandés (kölcsönben) | 2020–21  | Segunda División | 32        | 2         | 0                | 0                | —          | —          | 32       | 2        |
| Athletic Bilbao       | 2021–22  | La Liga          | 24        | 2         | 3                | 0                | —          | —          | 27       | 2        |
| Athletic Bilbao       | 2022–23  | La Liga          | 14        | 1         | 5                | 0                | —          | —          | 19       | 1        |
| Athletic Bilbao       | Összesen | Összesen         | 38        | 3         | 8                | 0                | 0          | 0          | 46       | 3        |
| Összesen              | Összesen | Összesen         | 70        | 5         | 8                | 0                | 0          | 0          | 78       | 5        |

## Sikerei, díjai
Athletic Club
- Spanyol Szuperkupa
  - Döntős (1): 2021